# Пауэлл, Джо (каскадёр)
Джо Пауэлл (21 марта 1922 — 30 июня 2016) — британский каскадёр и актёр. Был известен как «папа британских каскадёров».

## Ранняя жизнь и карьера
Пауэлл родился в Шепердс Буш, Лондон. Присоединился к британской армии и служил в 1-м батальоне Королевского стрелкового кадетского корпуса. Ему нравилось служить в армии, и вскоре после начала войны, когда ему было всего 17 лет, он вступил в гренадерскую гвардию. Чтобы разнообразить монотонность учений и физкультуры, он занялся боксом с полковой командой, но в ходе войны был выбран в подразделение специальной службы № 4 (коммандос), приняв участие в рейде 1942 года на Дьепп и во вторжении в день «Д». В 1946 году он встретился с актёром Деннисом Прайсом, что привело к тому, что он получил работу статиста в Pinewood Studios. Он спарринговал в лондонском Политехническом боксёрском клубе и вскоре стал партнёром-основателем каскадерской команды капитана Джока Истона. Пауэлл выполнял каскадёрские трюки во многих фильмах, в том числе «Пушки острова Наварон» (1961), «Самый длинный день» (1962), "Клеопатра " (1963), «Зулу» (1964) и «Воздушные приключения» (1965). Он также участвовал в нескольких фильмах о Джеймсе Бонде. Он указан как исполнивший один из 10 когда-либо выполненных лучших трюков, по версии The Guardian.

## Личная жизнь и семья
Пауэлл был дважды женат, сначала на Маргарите, а затем на Джульетте. У Пауэлла остались четыре сына и дочь. Он был братом Эдди Пауэлла, тоже каскадёра.

## Публикации
Пауэлл также опубликовал книгу о своей жизни, известную как «Жизнь и времена падшего парня».